# Blonder Kopf von der Akropolis

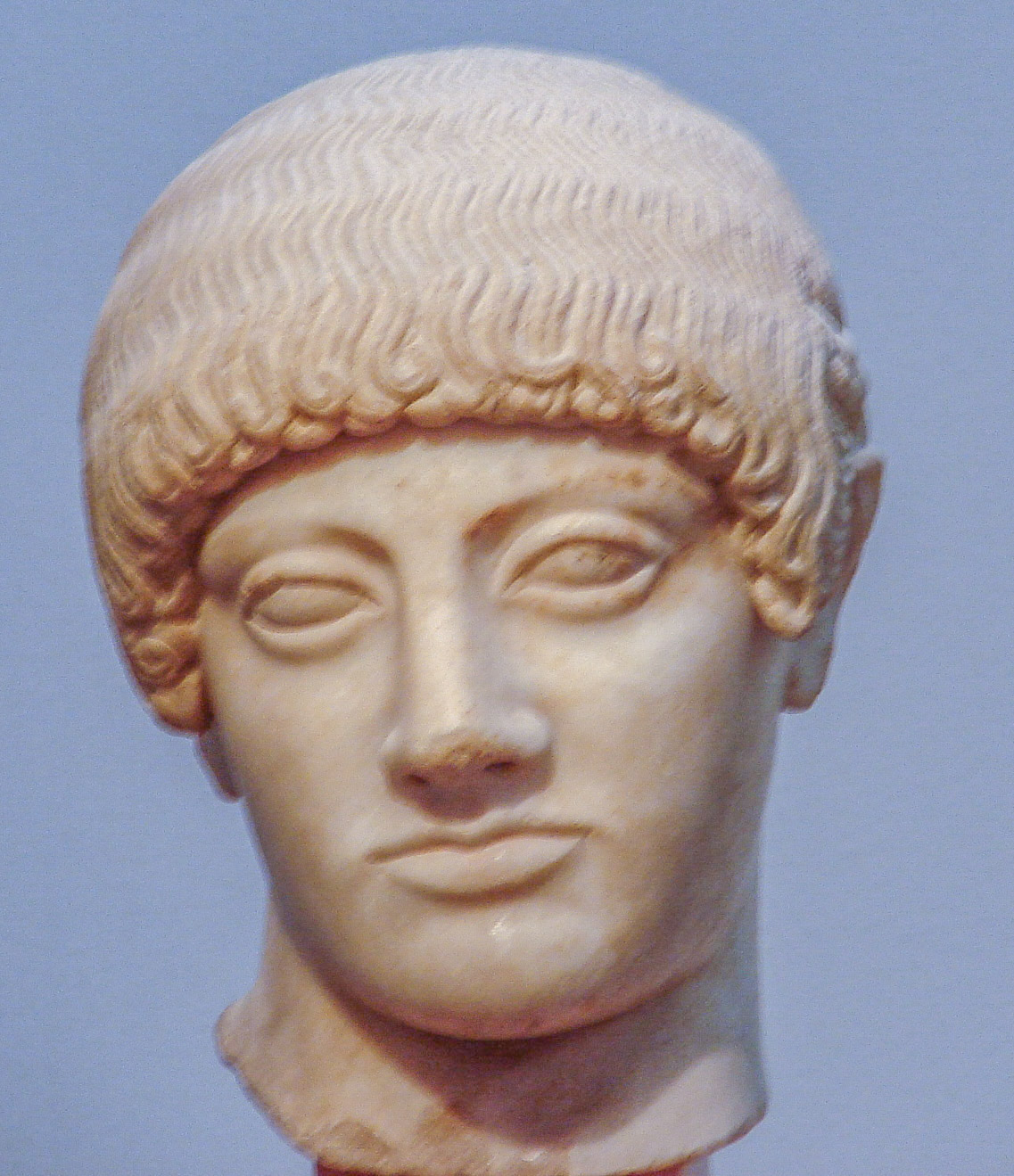
Blonder Kopf aus dem Athener Akropolismuseum

Der sogenannte Blonde Kopf von der Akropolis ist der Kopf einer Jünglingsstatue oder eines Epheben aus Marmor und befindet sich im Akropolis-Museum in Athen (Inv. 689). Er wurde nordöstlich des Akropolismuseums im sog. Perserschutt gefunden. Die Höhe des Kopfes in Achse der Nase beträgt 25 cm, Breite unterhalb der Ohrläppchen 12,5 cm. Tiefe Kinn bis zum Loch im Wirbel 22,8 cm (siehe Schrader, S. 197).
Diese um 480 v. Chr. geschaffene Skulptur könnte vielleicht von einem Lehrer des Phidias stammen. Diese wiederum waren der Athener Hegias sowie Hageladas von Argos.
Die ursprüngliche blonde Färbung des gelockten Haares ist verblasst. Lediglich Farbreste auf der Oberfläche sind erhalten. Die Haare weisen beinahe noch stärker auf die Archaik hin, als es bei dem etwa zeitgleichen, dem Strengen Stil zuzuordnenden sogenannten Kritios-Knaben der Fall ist.

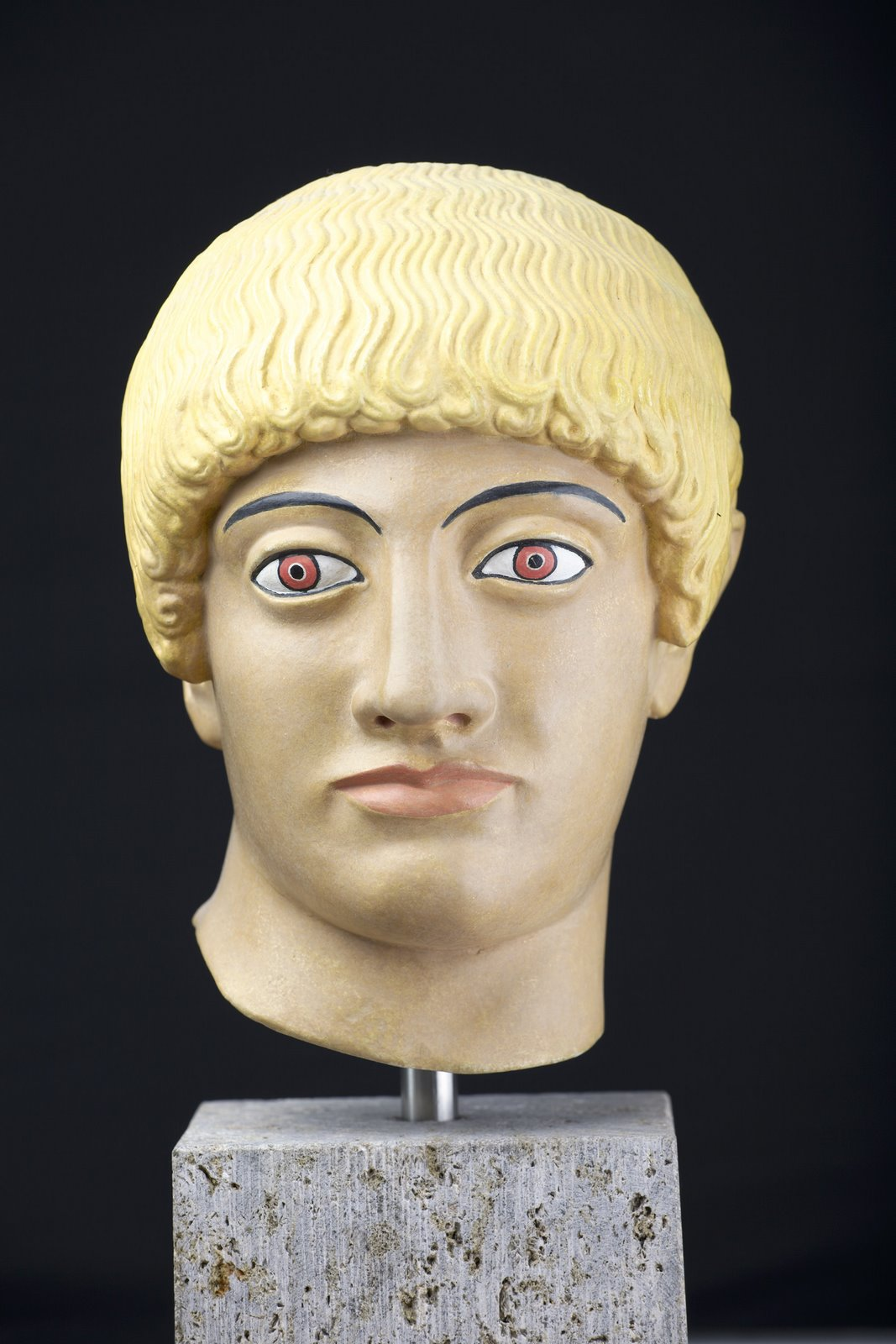
Abguss des blonden Kopfs von der Akropolis.
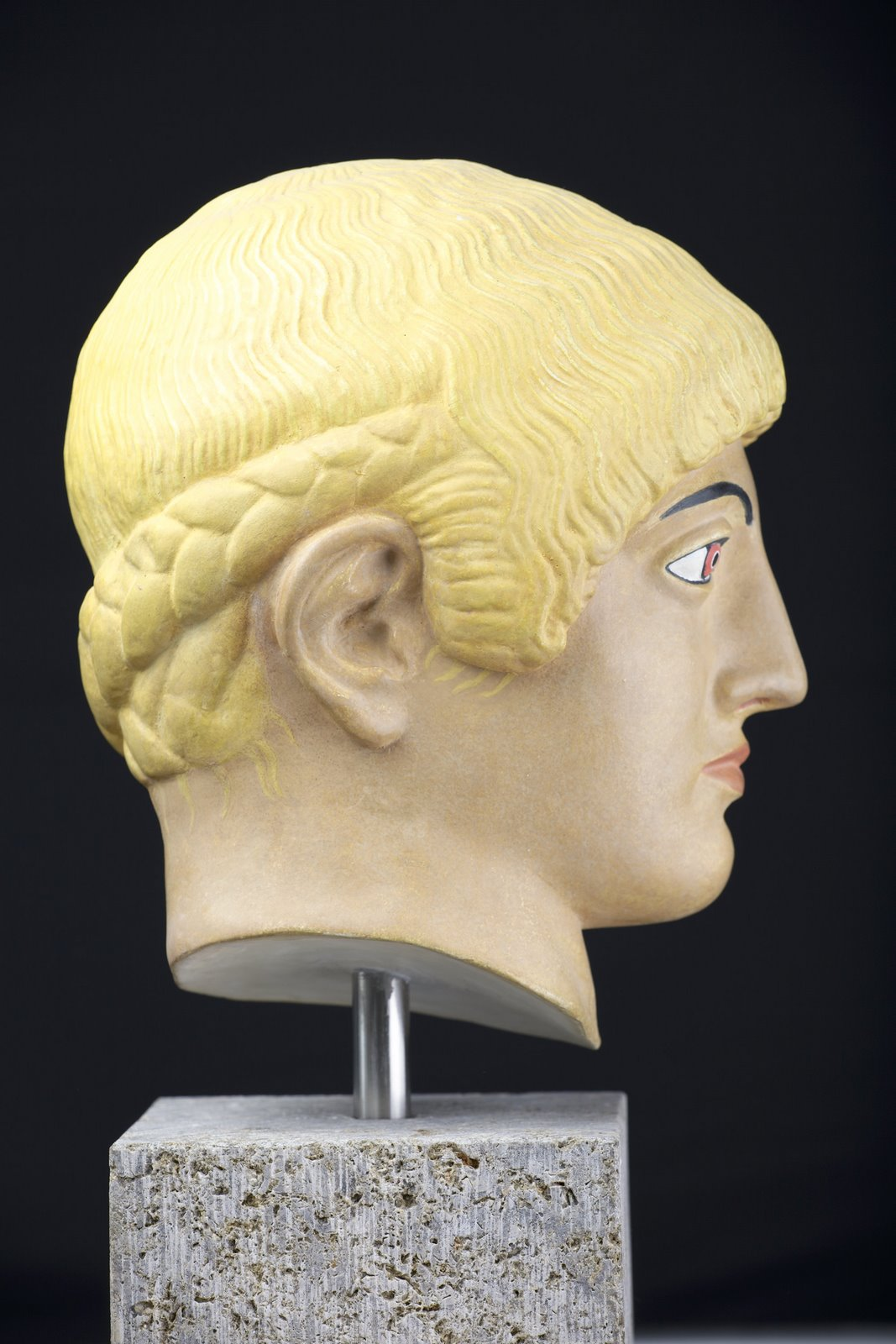
Seitliche Ansicht